# 严筱钧
严筱钧（1920年—1993年），男，江苏常州人，中国电机工程学家、工业自动化专家，曾任中国自动化学会理事，中国系统工程学会常务理事、名誉会员。